# Замок Кілгоббін
Замок Кілгоббін (англ. Kilgobbin Castle) — один із замків Ірландії, розташований в графстві Дублін біля селища Степасайд. Нині від замку лишилися тільки вбогі руїни, замок стоїть на приватній землі.

## Історія замку Кілгоббін
Замок був побудований у 1476 році шляхетною родиною Волш (Валш). Волш були нащадками англо-саксонських колоністів, що прийшли в Ірландію під час англо-норманського завоювання Ірландії в 1171 році. Волш були великими землевласника, лордами та баронами, що володіли великими землями на території нинішнього графства Дублін. Волш збудували цілу низку замків для захисту англійської колонії Пейл, що була розташована в Дубліні і на землях навколо нього. Ірландські клани постійно воювали з англійськими колоністами, намагаючись повернути собі ці землі. Волш побудували цілу низку замків, користуючись грошима і привілеями, які були надані королями Англії Генріхом VI та Едвардом IV. Королі Англії починаючи з 1429 року надавали кожному землевласнику, хто будував замок для захисту від ірландських кланів гроші в розмірі £ 10. Це гарантувало певний дохід лордам — будівничим замків. Так була побудована ціла низка так званих «Блідих замків», що розташовувались в межах прямої видимості один від одного навколо англійських володінь, що охоплювали в той неспокійний час тільки графство Дублін і частину графств Кілдер, Міт та Лаут. Володарі замків пропонували захист людям, що визнавали владу короля Англії від «диких ірландців». Проте англійські колоністи змішувалися з ірландцями, переймали їх звичаї та мову. Це стосується і шляхетної родини Волш. У XVI столітті Англія прийняла протестантизм. Родина Волш як і більшість ірландців лишилися вірними католицькій вірі. І коли в XVII столітті почалась громадянська війна на британських островах (так звана «Війна Трьох Королівств») і в 1641 році спалахнуло повстання за незалежність Ірландії, родина Волш підтримала ірландців-католиків-роялістів проти англійців-протестантів-республіканців. Замки родини Волш, такі як Кілгоббін, Балаллі, Каррікмайнс, Бреннанстаун, Шанганах, Старий Коннахт підняли прапор Ірландської Конфедерації. Гарнізони замків чинили шалений опір англійським військам Олівера Кромвеля і стояли на смерть. Всі ці замки були знищені вогнем англійської артилерії і впали, не дивлячись на героїзм захисників. Землі родини Волш були конфісковані, замки перетворились на руїни. Замок Кілгоббін хоч і був сильно зруйнований, але лишався населеним до 1700 року. Потім він був залишений і стояв пусткою, у 1834 році більша частина замку обвалилася. Місцеві жителі розказують, що періодично в замку бачать привид — жіночу фігуру в фартуху, зі зброєю, з відром води в руках. Вона ходить руїнами замку і навколо нього, а в кишені фартуха дзеленчать золоті монети. Але горе тому, хто наздожене цю жінку.